# 모리오카 화물 터미널역
모리오카 화물 터미널(일본어: 盛岡貨物ターミナル駅)은 일본 이와테현 모리오카시에 있는 일본화물철도의 철도역이다. 도호쿠 본선 소속으로, 2면 4선의 컨테이너 승강장을 가진 지상역이다.

## 구조
구내의 북쪽에는 컨테이너 승강장이 2면 4선 설치되어, 유치선이나 분류되는 선도 설치되어 있다. 승강장의 서쪽에는 니혼 오일 터미널 모리오카 영업소가 설치되어, 그 석유하역설비로 이어지는 측선도 부설되어 있다.
구내의 남쪽은, 본선과의 분기점이나 착발선이 있다. 착발선은 상하 2개 정도 있어, 상하 본선의 안쪽에 부설되어 있다. 이들의 발착선부터 승강장등으로부터 향하는 측선이 분기되고 있다. 게다가, 측선도 상하본선이 평면 교차하지 않음에 의해, 교차 부분의 하행 본선은 고가선으로 되어 있다.

## 취급하는 화물
이 역은, 컨테이너 화물과 차급화물의 취급역이다.
컨테이너 화물은, JR 규격의 10 · 20 · 30ft의 컨테이너 화물과, ISO 규격의 20ft 해상 컨테이너를 취급하고 있다. 취급 품목으로 많은 것은, 발송화물이 쌀, 적재 화물 (우편물, 택배편 등), 선재, 합판으로 도착화물이 청량음료수, 종이, 식료공업품, 화학공업품이다. 또한, 산업 폐기물 · 특별관리 산업폐기물의 취급허가를 얻고 있어, 이것들이 들어오는 컨테이너의 취급이 가능하다.
차급 화물은, 역 구내의 니혼 오일 터미널 모리오카 영업소로 보내지는 휘발유 등의 석유제품을 취급한다. 석유제품은, 센다이키타코 역(JX닛코닛세키 에너지 센다이 제유소)로부터 수송된다.
게다가, 2010년 3월 다이어 개정에 의해, 국토교통성 간토 지방 정비국이 추진하는 모델 사업의 일환으로서, 전국 최초로 된 '화물역 내에 있는 내륙의 통관물류기지'를 이 역이 신설. 도호쿠 각지부터 수출입 화물을 이 역으로 모으기 때문에, 게이힌 항(도쿄 화물 터미널 역)과의 사이로 철도 수송을 실시한다. 운용은 JR 화물의 자회사 'JR 화물 인터내셔널'이 실시한다. 이 역 내에 보세지역을 설치해, 배치에 더해 새로운 수출입화물의 통관 · 보관을 실시한다. 이 사업에는 이산화탄소 배출량 감소 및 드라이브의 장거리 운전 부담 경감의 관점부터, 수출입화물도 트렁크부터로 전환된 모덜 시프트 추진이라 하는 목적이 있다.

## 화물 열차 (2008년 3월 15일 기준)
- 고속 화물열차 (컨테이너 수송열차) 
 하행열차와 상행열차 모두 하루에 8대가 정차한다. 행선지는 하행이 삿포로 화물 터미널 역 · 히가시아오모리역 등, 상행이 센다이 화물 터미널 역 · 스미다가와 역 · 나고야 화물 터미널 역 · 후쿠오카 화물 터미널 역 · 나고야미나미 화물역(열차명 '도요타 롱패스 익스프레스')등이다.

- 고속 화물열차 (석유 수송열차) 
 센다이키타코 역과의 사이에 하루 1회 왕복 운행되고 있다. 다키 1000형 만으로 편성되고 있다.

- 전용 화물열차 (석유 수송열차) 
 센다이키타코 역과의 사이에 하루 1회 왕복 운행되고 있다.

## 이용 현황
| 연도     | 발송 화물 | 도착 화물 |
| 2005년도 | 110,182t  | 597,526t  |
| -------- | --------- | --------- |

## 역 주변
- 이와테이오카역
- 모리오카 미나미 공원 구기장
- 도호쿠 자동차도 모리오카미나미 나들목

## 인접 정차역
| 도호쿠 본선            | 도호쿠 본선   | 도호쿠 본선                |
| ---------------------- | ------------- | -------------------------- |
| 야하바 이치노세키 방면 | ■ 도호쿠 본선 | 이와테이오카 모리오카 방면 |